# The Hidden Law
The Hidden Law è un film muto del 1916. Il nome del regista non viene riportato nei credit. Sceneggiato da Theodosia Harris, il film aveva come interpreti William Clifford e Margaret Gibson.

## Trama
Amareggiato perché l'impresario gli ha rubato i diritti del suo lavoro teatrale, John Carlton brucia il romanzo che ha scritto, ancora inedito, decidendo di farla finito con la vita di scrittore per andarsene nell'Ovest a fare piuttosto il bandito. In quelle lande selvagge, Carlton trova la giovane Wanda, un'orfana, che lui adotta e alleva come una figlia.
Anni dopo, Wanda - ormai giovane donna - incontra Dick Arliss, venuto nel West per una battuta di caccia. I due si innamorano, si sposano e partono alla volta dell'Est, dove Dick vive e lavora. Rimasto solo, Carlton viene in seguito a sapere che, da anni, tutti lo cercano perché, a sua insaputa, è diventato un autore celebre: il romanzo che lui credeva bruciato è stato salvato dalle fiamme dalla sua padrona di casa che è riuscita anche a farlo pubblicare. Ora, con i proventi del libro, lui è un uomo ricco. Per poter però riscuotere i diritti d'autore che gli spettano, Carlton deve ritornare a New York. Lì, ritrova Wanda, ormai mamma felice, che, insieme al marito e al figlio, accoglie anche lui in famiglia.

## Produzione
Il film fu prodotto dalla David Horsley Productions e dalla Centaur Film Company.

## Distribuzione
Distribuito dalla Mutual Film (come Mutual Masterpieces De Luxe Edition) il film uscì nelle sale cinematografiche statunitensi il 25 marzo 1916. Copia incompleta della pellicola (quattro rulli su cinque) si trova conservata negli archivi della Library of Congress di Washington.